# Barr al-Hikmán
Barr al-Hikmán je poloostrov na východním pobřeží centrálního Ománu, v regionu al-Wusta. Al-Hikmán je považován za důležité stanoviště v jihovýchodní Asii pro migrující ptactvo, zejména pro vodní ptáky putující ze severního pobřeží Sibiře. Nachází se zde útočiště nejen pro ptáky, ale rovněž pro mnoho druhů ryb. V blízkosti ostrova existují korálové útesy, a tak se sem rádi sjíždějí potápěči.